# Marmarizana
Marmarizana ou Marmaritzana (em grego: Μαρμαριτζάνα) foi um cidade bizantina medieval e bispado na Grécia Central. Sua localização exata é desconhecida, exceto que situava-se no vale superior do rio Esperqueu, a oeste de Neopatras (moderna Ipati). Ela é praticamente desconhecida, exceto pelo fato de que era uma sé episcopal atestada ao menos desde o tempo do imperador bizantino Leão VI, o Sábio (r. 886–912) até o século XIII. Foi a única sufragânea da sé metropolitana de Neopatras. Ela pode ser identificada com a sé de Marmarízio, mencionada uma vez na Notitia Episcopatuum do século XI como sufragânea da metrópole de Lárissa.
Após a Quarta Cruzada, as listas episcopais da Igreja Católica incluíam-a como Valacense ou Lavacense (em latim: Valacensis ou Lavacensis), mas a sé talvez permaneceu vaga, seja por bispos gregos ortodoxos ou latinos católicos, do começo do século XIII em diante. A sé mantêm-se como bispado titular da Igreja Católica desde a restauração nominal em 1933 como "Marmarizana". Em todo seu tempo de vacância teve apenas um único incumbente da mais baixa posição episcopal: Tomás O’Beirne (1739.08.26 – 1739.09.16), mais tarde bispo auxiliar de Ardagh (Irlanda) (1739.08.26 – 1739.09.16) e então bispo (1739.09.16 – 1747.01).